# Lijst van spelers van Stoke City FC
Deze lijst omvat voetballers die bij de Engelse voetbalclub Stoke City FC spelen of gespeeld hebben. De spelers zijn alfabetisch gerangschikt.

## A
- Jimmy Adam
- Neil Adams
- Ibrahim Afellay
- Juan Agudelo
- Samuel Aiston
- Ade Akinbiyi
- Anthony Allen
- Ian Allinson
- Shola Ameobi
- John Anderson
- Keith Andrews
- Diego Arismendi
- Carl Asaba
- Dean Ashton

## B
- Sambegou Bangoura
- Gordon Banks
- Steve Banks
- Garry Bannister
- Chris Barker
- Paul Barron
- James Beattie
- Asmir Begovic
- Patrik Berger
- George Berry
- Noel Blake
- Jay Bothroyd
- Stephen Bould
- Paul Bracewell
- James Bradley
- Dave Brammer
- Arthur Bridgett
- Ian Brightwell
- Garry Brooke
- Marlon Broomes
- Joseph Brough
- Robbie Brunton
- Deon Burton
- Lewis Buxton

## C
- Henri Camara
- Kenneth Campbell
- Arthur Capes
- John Carew
- Luke Chadwick
- Wilf Chadwick
- Mark Chamberlain
- Lee Chapman
- Eddie Clamp
- Tommy Clare
- John Clark
- Clive Clarke
- Ian Clarkson
- Danny Collins
- Kris Commons
- Paul Connor
- Terry Conroy
- Andrew Cooke
- Leon Cort
- Thomas Cowan
- Jody Craddock
- Richard Cresswell
- Garth Crooks
- Mark Crossley
- Peter Crouch
- Neil Cutler
- Florent Cuvelier

## D
- Ríkharður Daðason
- Gerry Daly
- Einar Þór Daníelsson
- Andrew Davies
- Ritchie De Laet
- Rory Delap
- John Devine
- Salif Diao
- Carl Dickinson
- William Dickson
- Tony Dinning
- Lee Dixon
- O'Neill Donaldson
- Tony Dorigo
- Harry Dowd
- Hayden Doyle
- Mike Doyle
- Richard Dryden
- Michael Duberry
- Robert Duggan
- Bruce Dyer

## E
- George Eastham
- Alex Elder
- Matthew Etherington
- John Eustace
- Chris Evans
- Ray Evans

## F
- Abdoulaye Faye
- Amdy Faye
- Warren Feeney
- Graham Fenton
- Michael Flynn (voetballer)
- Sean Flynn
- Richard Forsyth
- Jonathan Fortune
- Ben Foster
- Neil Franklin
- Ricardo Fuller

## G
- Marco Gabbiadini
- Paul Gallagher
- Robert Garrett
- Howard Gayle
- John Gayle
- Sigursteinn Gíslason
- Ed de Goey
- Marc Goodfellow
- Chris Greenacre
- Jimmy Greenhoff
- Harry Gregg
- Andy Griffin
- Ashley Grimes
- Bruce Grobbelaar
- Eiður Guðjohnsen
- Bjarni Guðjónsson
- Þórður Guðjónsson
- Tryggvi Guðmundsson
- Brynjar Gunnarsson
- Arnar Gunnlaugsson
- Steve Guppy

## H
- Hjörvar Hafliðason
- Marcus Hall
- John Halls
- Peter Handyside
- Mikael Hansson
- Kevin Harper
- Matthew Hazley
- Adrian Heath
- Lee Hendrie
- Karl Henry
- David Herd
- Danny Higginbotham
- Clint Hill
- Carl Hoefkens
- Peter Hoekstra
- Thomas Holford
- Paul Holsgrove
- Gary Holt
- Russell Hoult
- Alan Hudson
- Geoff Hurst
- Robert Huth
- Tom Hyslop

## I
- Michael Ingham
- Bobby Irvine
- Chris Iwelumo

## J
- Anders Jacobsen
- Robert James
- Jason Jarrett
- Cameron Jerome
- Edward Johnson
- Joe Johnson
- Richard Johnson
- Leslie Johnston
- John Jones
- Joseph Jones
- Kenwyne Jones

## K
- Graham Kavanagh
- Jason Kavanagh
- Jason Kearton
- Kevin Keen
- Stephen Kelly
- Howard Kendall
- Mick Kennedy
- Frode Kippe
- Steve Kirk
- Dave Kitson
- Martin Kolár
- Peter Kopteff
- Birkir Kristinsson

## L
- Liam Lawrence
- Ritchie De Laet
- Kyle Lightbourne
- Alec Lindsay
- Arthur Lockett
- Kenny Lowe
- Matthew Lund

## M
- Neil MacKenzie
- Niki Mäenpää
- John Mahoney
- Ben Marshall
- Gordon Marshall
- Pétur Marteinsson
- Lee Martin
- Cuco Martina
- Dominic Matteo
- Stanley Matthews
- William Maxwell
- Jimmy McAlinden
- Jimmy McIlroy
- Sammy McIlroy
- Tosh McKinlay
- Gerry McMahon
- Mark McNally
- Stephen Melton
- Lee Mills
- Mick Mills
- Tommy Mooney
- Philip Morgan
- Louis Moult
- Carl Muggleton
- Ryan Mullan

## N
- Gabriel Ngalula Mbuyi
- Carlo Nash
- Lewis Neal
- David Nicholas
- Gifton Noel-Williams

## O
- Brendan O'Callaghan
- James O'Connor
- Jimmy O'Neill
- David Oldfield
- Seyi Olofinjana
- Þorvaldur Örlygsson
- Souleymane Oulare
- Gareth Owen

## P
- Wilson Palacios
- Jermaine Palmer
- Jon Parkin
- Steve Parkin
- Tony Parks
- Dave Parton
- Martin Paterson
- Stephen Pearson
- Michael Pejic
- Jermaine Pennant
- Fred Pentland
- Vincent Péricard
- Demar Phillips
- Albert Pickering
- Jack Ponsonby
- Kevin Pressman
- Danny Pugh
- Anthony Pulis

## R
- Frazer Richardson
- Chris Riggott
- Henrik Risom
- Marvin Robinson
- Simon Rodger
- Adam Rooney
- Leigh Roose
- Bill Rowley
- David Rowson
- Darel Russell
- Kevin Russell

## S
- Lee Sandford
- Tuncay Şanlı
- Carl Saunders
- Jimmy Sayer
- Joseph Schofield
- Dick Schreuder
- Hans Segers
- Ryan Shawcross
- Brek Shea
- Paddy Sheridan
- Mike Sheron
- Peter Shilton
- Ryan Shotton
- Sergei Shtanyuk
- George Shutt
- Mamady Sidibe
- Hannes Sigurðsson
- Kristján Sigurðsson
- Lárus Sigurðsson
- Steve Simonsen
- Josip Skoko
- Bryan Small
- Allan Smart
- Sammy Smyth
- Tom Soares
- Jörg Sobiech
- Ibrahima Sonko
- Neville Southall
- Thomas Sørensen
- Harry Souttar
- Danzelle St Louis-Hamilton
- Simon Stainrod
- Freddie Steele
- Mark Stein
- Willie Stevenson
- Paul Stewart
- Eddie Stuart
- Sebastian Svård
- Peter Sweeney

## T
- Gerry Taggart
- Brian Talbot
- Ernie Tapai
- Mickey Thomas
- Wayne Thomas
- Peter Thorne
- Danny Tiatto
- Michael Tonge
- Jimmy Turner
- Steven Tweed

## U
- Alf Underwood
- Matthew Upson
- Loek Ursem

## V
- Jürgen Vandeurzen
- Adam Vass
- Jani Viander
- Dennis Viollet

## W
- Ray Wallace
- Jon Walters
- Gavin Ward
- Paul Warhurst
- Walter Watkins
- Nathaniel Wedderburn
- Glenn Whelan
- Dean Whitehead
- Jeff Whitley
- Justin Whittle
- Andrew Wilkinson
- Mark Williams
- Paul Williams
- Dennis Wilshaw
- Brian Wilson
- Marc Wilson
- Mark Wilson
- Jonathan Woodgate
- Stephen Woods
- Nigel Worthington
- Stephen Wright

## X
- Davide Xausa

## Z
- Gabriel Zakuani
- Stefán Þórðarson